# Mátyás, a sosem volt királyfi
A Mátyás, a sosem volt királyfi 2006-ban futott magyar televíziós filmsorozat, amelyet Fazekas Lajos és Cselényi László rendezett. A forgatókönyvet Solymár József írta, a zenéjét Sebő Ferenc szerezte, a főszerepekben Widder Kristóf és Lass Bea látható. Magyarországon 2006. december 16. és 2006. december 30. között az M2 tűzte műsorára.

## Szereplők
- Widder Kristóf (Mátyás)
- Lass Bea (Borbála)
- Szabó Kimmel Tamás (Hunyadi László)
- Tóth Ildikó (Szilágyi Erzsébet)
- Hollósi Frigyes (Rozgonyi Sebestyén)
- Mácsai Pál (Podjebrád György)
- Dengyel Iván (Garai nádor)
- Koncz Gábor (Kokas Pál)
- Végvári Tamás (Porkoláb János)
- Lengyel Ferenc (Vitéz János)
- Bánfalvi Eszter (Garai Mária)
- Füzi János (V. László király)
- Kuna Károly (Ködmön Gáspár)
- Elek Ferenc (Podjebrád Viktorin)
- Salat Lehel (Szilágyi Mihály)
- Szűcs Orsolya (Podjebrád Katalin)
- Bíró József (Czillei Ulrik)
- Horváth Sándor (Ujlaki)

## Epizódok
1. Az élő holló
2. Prágai rabságban
3. A királykodás mestersége